# Ted Cruz
Rafael Edward Cruz (ur. 22 grudnia 1970 w Calgary) – amerykański polityk pochodzenia kubańskiego, członek Partii Republikańskiej i prawnik, senator z Teksasu od 2013 roku, radca generalny Teksasu w latach 2003–2008, kandydat w prawyborach prezydenckich Partii Republikańskiej w 2016 roku.

## Wczesne życie i edukacja
Rafael Edward Cruz urodził się 22 grudnia 1970 w Calgary w prowincji Alberta w Kanadzie. Jego ojcem jest Rafael Cruz, który uciekł z Kuby przed represjami, a następnie był potentatem naftowym i pastorem. Jego matka natomiast, Eleanor Cruz, jest programistką wywodzącą się z rodziny włosko-irlandzkiej.
W 1992 roku uzyskał tytuł Bachelor’s degree na Uniwersytecie Princeton, a w 1995 roku Juris Doctor na Uniwersytecie Harvarda. W czasie studiów na Harvardzie był redaktorem pisma akademickiego Harvard Law Review, a także założycielem pisma Harvard Latino Law Review.

## Wczesna kariera polityczna i prawnicza

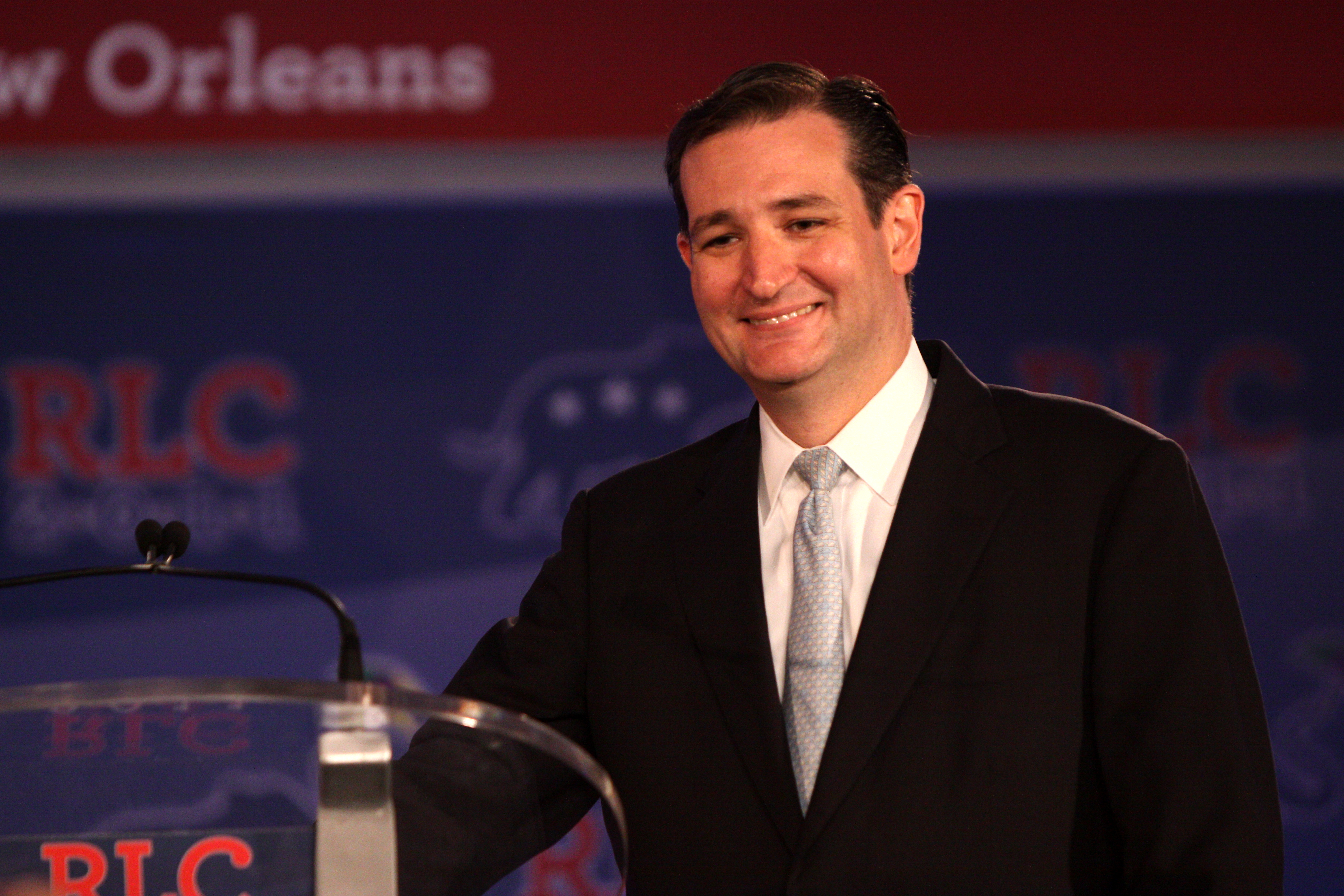
Ted Cruz na konferencji Partii Republikańskiej w Luizjanie w 2011 roku

Od 1996 do 1997 pracował jako asystent sędziego w biurze Prezesa Sądu Najwyższego Stanów Zjednoczonych Williama Rehnquista. Następnie praktykował prawo w sektorze prywatnym. W latach 1997–1999 był zatrudniony w firmie Cooper, Carvin & Rosenthal w Waszyngtonie.
W 1999 roku zaangażował się w kampanię prezydenckiej George’a W. Busha jako doradca ds. polityki wewnętrznej. Po zwycięstwie Busha w ⁣⁣wyborach w 2000 roku⁣⁣⁣ pracował w administracji nowego prezydenta jako zastępca zastępcy prokuratora generalnego w Departamencie Sprawiedliwości USA przez jeden rok w 2001. W latach 2001–2003 dyrektor Biura Planowania Polityki w Federalnej Komisja Handlu.
W latach 2003–2008 był radcą generalnym Teksasu. Statystycznie był pierwszą osobą pochodzenia latynoamerykańskiego, która objęta tę funkcję i najdłużej urzędującą osobą na tym stanowisku. Prowadził osiem spraw przed Sądem Najwyższym Stanów Zjednoczonych. Następnie powrócił do prywatnej praktyki.
Od 2008 do 2013 roku był zatrudniony jako adwokat w firmie Morgan, Lewis & Bockius in Houston. W międzyczasie od 2004 do 2009 roku był adiunktem na Wydziale Prawa Uniwersytetu Teksańskiego.

## Senator Stanów Zjednoczonych z Teksasu

### Wybory w 2012 roku i objęcie funkcji
W 2012 roku brał udział w prawyborach Partii Republikańskiej przed wyborami do Senatu, które odbyły się 29 maja. Był popierany przez ruch TEA Party. Uplasował się na drugim miejscu za zastępcą gubernatora Teksasu Davidem Dewhurstem i obaj zakwalifikowali się do drugiej tury. Ta odbyła się 31 lipca i Cruz wygrał, zdobywając 57% głosów. 6 listopada we właściwych wyborach do Kongresu pokonał Paula Sadlera z Partii Demokratycznej stosunkiem 56 do 41 procent głosów.
Jeszcze przed objęciem funkcji, 14 listopada 2012 roku objął funkcję wiceprzewodniczącego Republikańskiego Komitetu Narodowego Senatorskiego.
Jego pierwsza kadencja w Senacie rozpoczęła się 3 stycznia 2013 roku. Tym samym został pierwszym senatorem z Teksasu pochodzenia latynoamerykańskiego. Objął posadę należącą wcześniej do odchodzącej na emeryturę Kay Bailey Hutchison z Partii Republikańskiej.
15 marca 2019 zostało ujawnione, że na kampanię wyborczą Cruza nałożono 35 tysięcy dolarów kary za błędne zaraportowanie ponad miliona dolarów pożyczek.

### Działalność w trakcie sprawowania funkcji

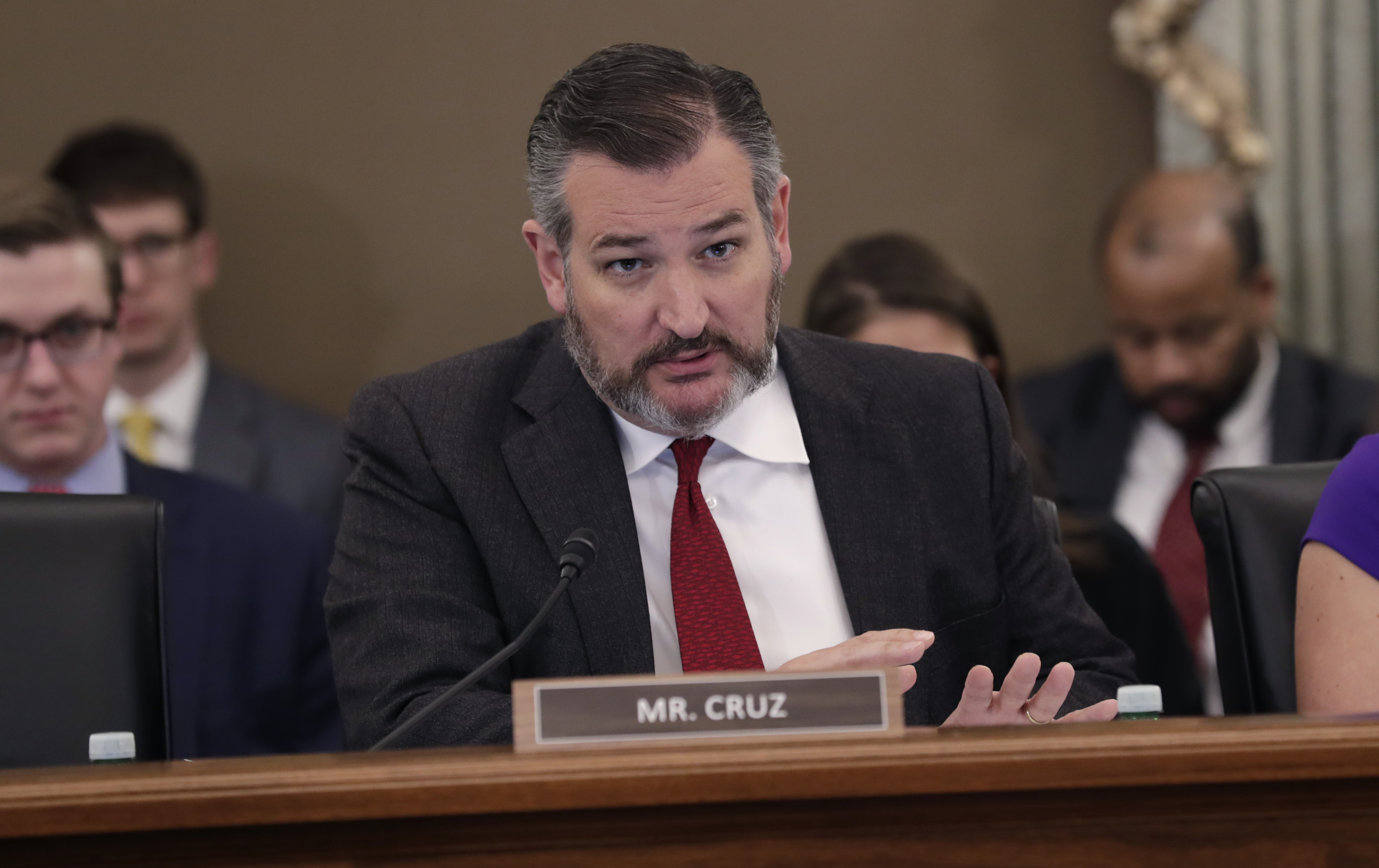
Ted Cruz zasiadający w komisji senackiej w 2020 roku

Jest autorem dziesiątek aktów prawnych, które weszły w życie, w tym dotyczących rozszerzenia planu 529 (sponsorowany przez rząd plan inwestycyjny pozwalający oszczędzać pieniądze na edukacje), uchylenia indywidualnego mandatu Obamacare (indywidualny mandat wymaga, aby Amerykanie mieli ubezpieczenie zdrowotne, a firmy zapewniały je swoim pracownikom), nałożenia sankcji na terrorystów, którzy wykorzystywali cywilów jako ludzkie tarcze, uznania Korei Północnej jako państwa sponsorującego terroryzm, powstrzymywania postępu budowy gazociągu Nord Stream 2, ponownego autoryzowania i reformowania NASA i rozliczania dyktatur w Ameryce Południowej.
Dodatkowo opowiadał się za dodatkowym wysiłkiem na rzecz wsparcia rozwoju miejsc pracy w Teksasie, ograniczenia monopolu Big Techu, zabezpieczenia granicy i ponownego rozpatrzenia relacji amerykańsko-chińskich oraz pociągnięcie Komunistycznej Partii Chin do odpowiedzialności za ukrywanie pandemii COVID-19, łamanie praw człowieka, oraz angażowanie się w cenzurę, propagandę i szpiegostwo w Stanach Zjednoczonych.
24 września 2013 roku wygłosił trwającą ponad 21 godzin przemowę w Senacie, co było wówczas czwartą najdłuższą przemową w historii Senatu Stanów Zjednoczonych (za przemową Stroma Thurmonda w 1957 roku, Alfonsa D’Amato w 1986 i Wayne’a Morse’a w 1953). Przemowa dotyczyła jego sprzeciwu wobec ustawy o służbie zdrowia prezydenta Baracka Obamy, Patient Protection and Affordable Care Act. W jej trakcie przeczytał cały wiersz Kto zje zielone jajka sadzone? Dr. Seussa, co stało się jednym z jego najbardziej rozpoznawalnych czynów w karierze politycznej. W 2021 roku nawiązał do niego, sprzedając podpisane przez siebie egzemplarze książki z wierszem, które w ciągu jednego dnia przyniosły dochód 125 tysięcy dolarów.
6 listopada 2018 roku został wybrany na drugą kadencję, kończącą się 3 stycznia 2025 roku. W wyborach pokonał kandydata Partii Demokratycznej Beto O’Rourke'a stosunkiem 50,9 do 48,3 procent głosów.
13 lipca 2020 roku Chińska Republika Ludowa ogłosiła sankcje wobec urzędników amerykańskich, w tym Teda Cruza, w odwecie za ujawnienie 9 lipca przez Departament Skarbu Stanów Zjednoczonych środków, za pomocą których miałoby dochodzić do łamania praw człowieka w Sinciangu.

## Wybory prezydenckie w 2016 roku

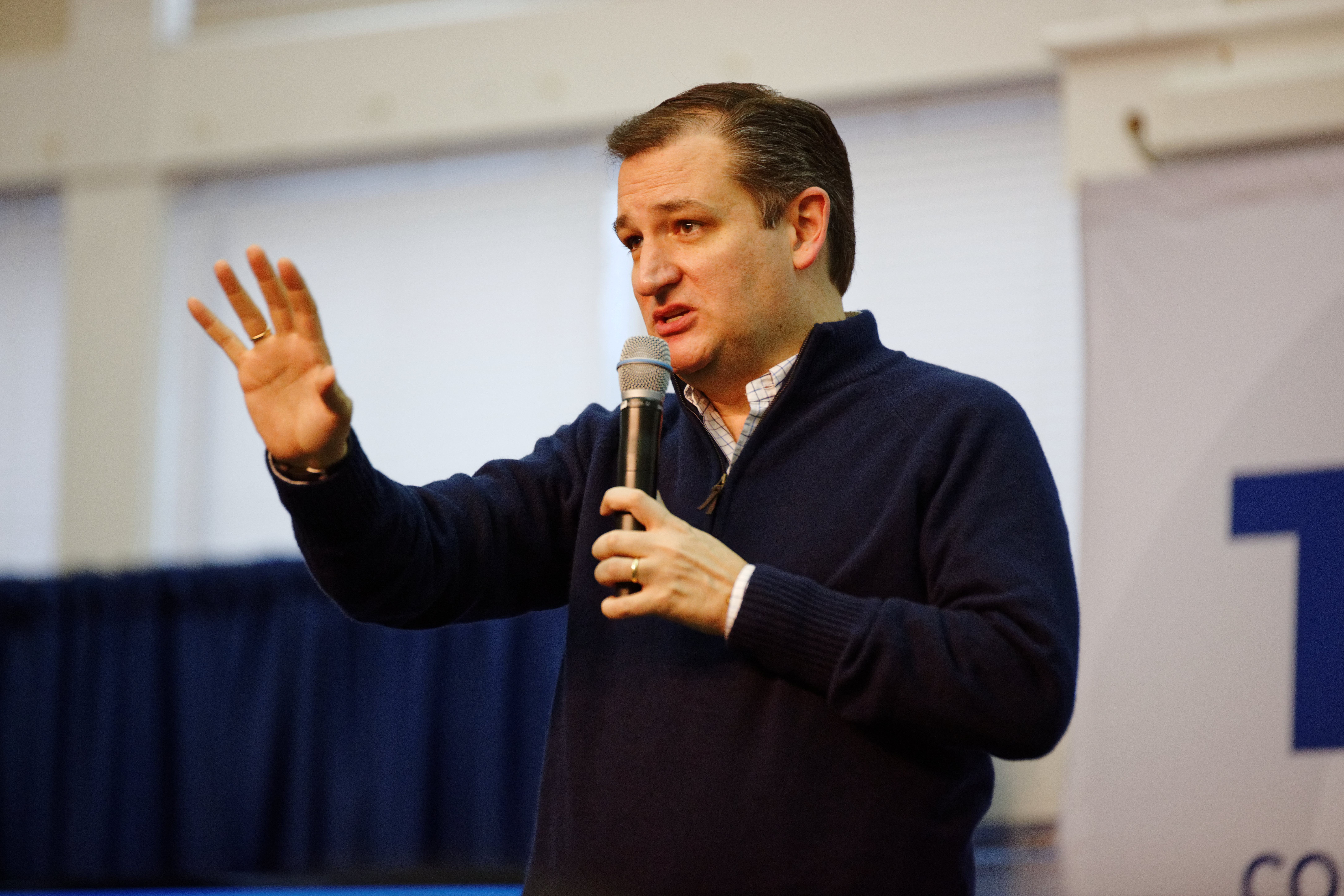
Ted Cruz przemawiający na wiecu wyborczym 3 lutego 2016 w New England College

23 marca 2015 roku zapowiedział swój udział w wyborach prezydenckich w 2016 roku i poprzedzających je prawyborach prezydenckich Partii Republikańskiej. Najpierw oficjalnie ogłosił swoją kandydaturę na Twitterze, a później tego samego dnia potwierdził ją w czasie przemówienia na Liberty University w Lynchburg w stanie Wirginia. 27 kwietnia przedstawił Carly Fiorinę jako wybraną przez siebie potencjalną kandydatkę na wiceprezydenta. Ostatecznie zakończył swoją kampanię wyborczą 3 maja po niezadowalających wynikach w prawyborach w Indianie.
W prawyborach prezydenckich Partii Republikańskiej w 2016 roku zdobył 25,08% wszystkich głosów, zajmując drugie miejsce za Donaldem Trumpem. 23 września 2016 roku oficjalnie poparł kandydaturę Trumpa w wyborach prezydenckich, pomimo początkowej niechęci, by to zrobić i wielu ataków personalnych w czasie debat Trumpa i Cruza.
28 stycznia 2016 roku w odpowiedzi na zbojkotowanie przez Trumpa debaty politycznej, w której mieli wziąć udział, rozpoczął sprzedaż czapek z napisem Make Trump Debate Again, co nawiązywało do sloganu Trumpa Make America Great Again.

## Wyniki wyborcze
Poniżej wymienione zostały wybory powszechne, w których Ted Cruz wziął czynny udział. Poprzez głównego przeciwnika rozumie się kandydata, który w danych wyborach wygrał lub zajął drugie miejsce jeśli wygrał Cruz.
| Rok  | Wybory                                                      | Partia | Partia               | Główny przeciwnik | Główny przeciwnik             | Wynik            | Wynik | Wynik   | Źródło |
| Rok  | Wybory                                                      | Partia | Partia               | Główny przeciwnik | Główny przeciwnik             | Głosy powszechne | %     | Wygrana | Źródło |
| ---- | ----------------------------------------------------------- | ------ | -------------------- | ----------------- | ----------------------------- | ---------------- | ----- | ------- | ------ |
| 2012 | Prawybory przed wyborami do Senatu USA w Teksasie (I tura)  |        | Partia Republikańska |                   | David Dewhurst (Republikanin) | 480 558          | 34,16 | N       | [ 14 ] |
| 2012 | Prawybory przed wyborami do Senatu USA w Teksasie (II tura) |        | Partia Republikańska |                   | David Dewhurst (Republikanin) | 631 812          | 56,82 | T       | [ 15 ] |
| 2012 | Wybory do Senatu USA w Teksasie                             |        | Partia Republikańska |                   | Paul Sadler (Demokrata)       | 4 440 137        | 56,46 | T       | [ 16 ] |
| 2016 | Prawybory prezydenckie Partii Republikańskiej w 2012 roku   |        | Partia Republikańska |                   | Donald Trump (Republikanin)   | 7 822 100        | 25,08 | N       | [ 12 ] |
| 2018 | Prawybory przed wyborami do Senatu USA w Teksasie           |        | Partia Republikańska |                   | Mary Miller (Republikanin)    | 1 322 724        | 85,36 | T       | [ 17 ] |
| 2018 | Wybory do Senatu USA w Teksasie                             |        | Partia Republikańska |                   | Beto O’Rourke (Demokrata)     | 4 260 553        | 50,89 | T       | [ 18 ] |

## Życie prywatne
Jest baptystą, utożsamiającym się z Południową Konwencją Baptystyczną.
Do czerwca 2014 roku miał podwójne obywatelstwo – amerykańskie i kanadyjskie, którego ostatecznie się zrzekł.
Jest żonaty z Heidi Cruz, z domu Nelson, którą poznał, gdy razem pracowali w sztabie wyborczym George’a W. Busha w latach 1999–2000 przed wyborami prezydenckimi. Razem mają dwie córki: Caroline i Catherine.